# Selenia tetralunaria
Selenia tetralunaria là một loài bướm đêm trong họ Geometridae.

## Hình ảnh

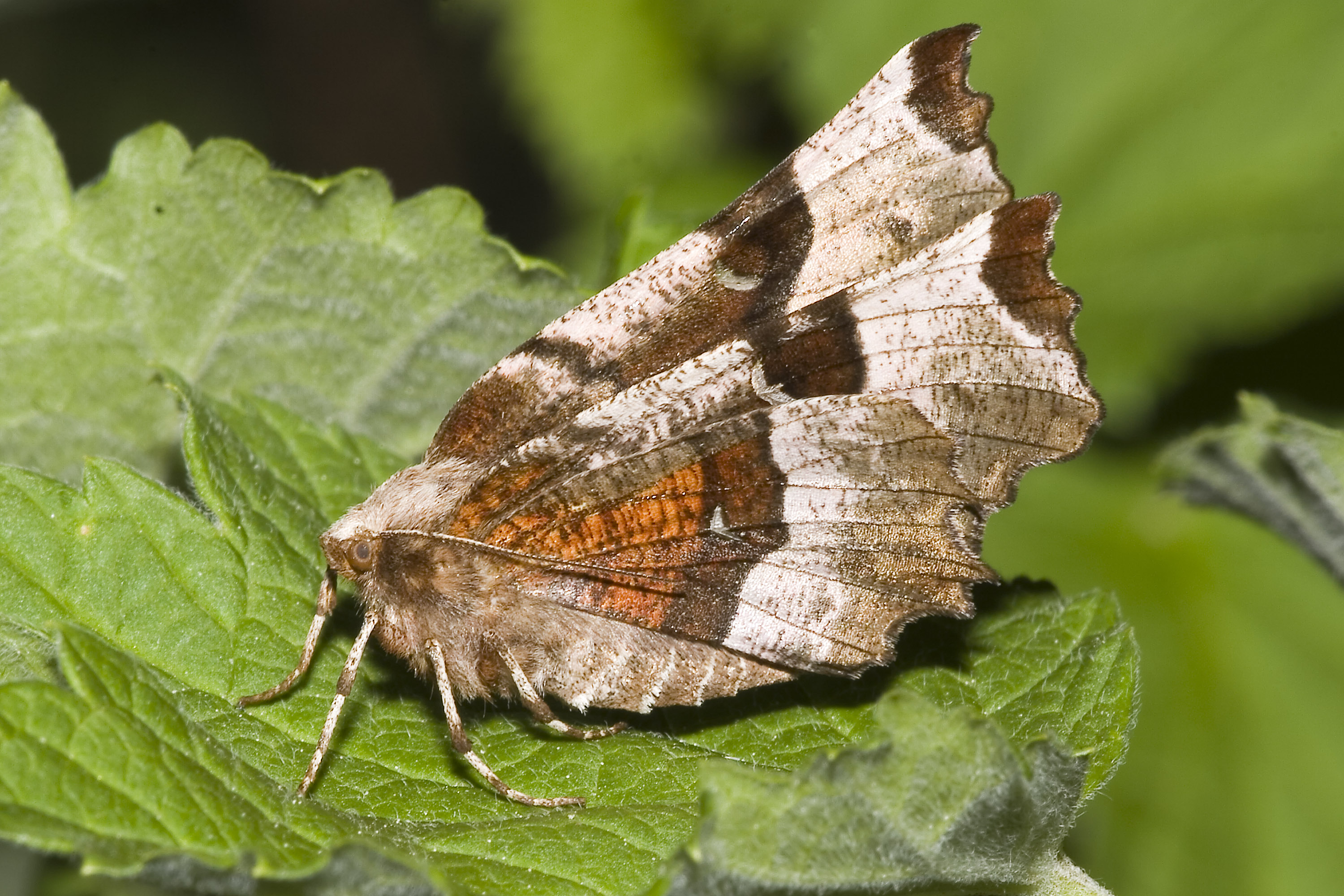
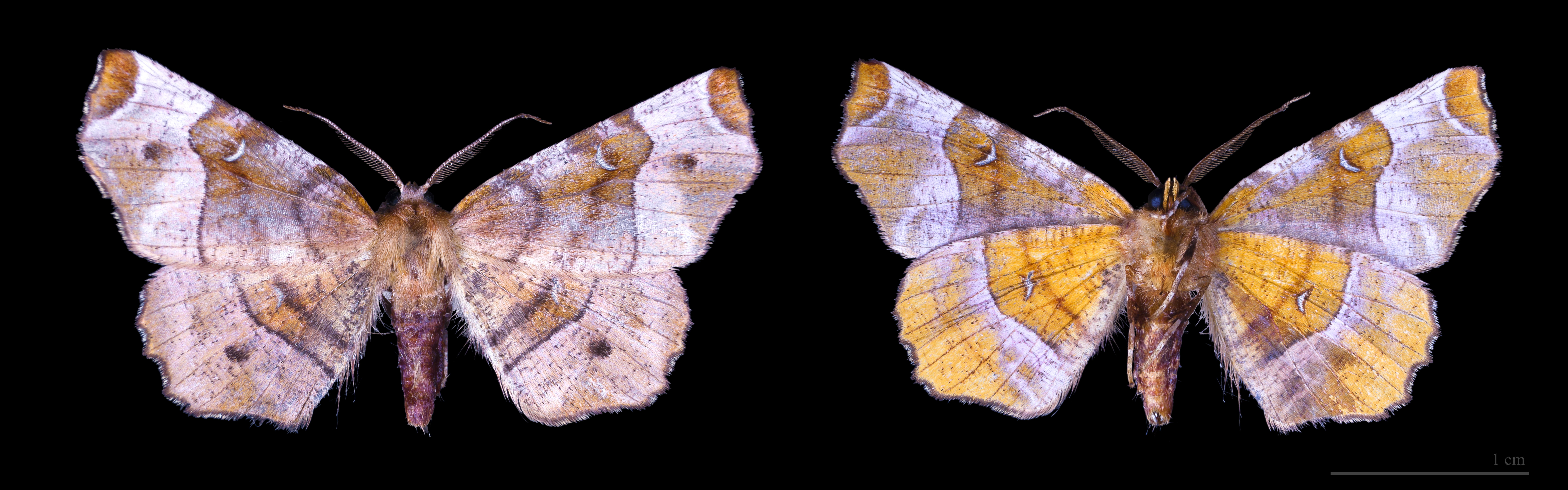
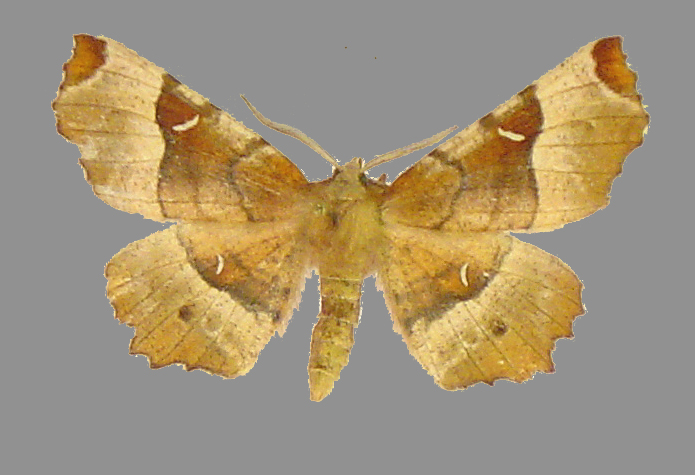
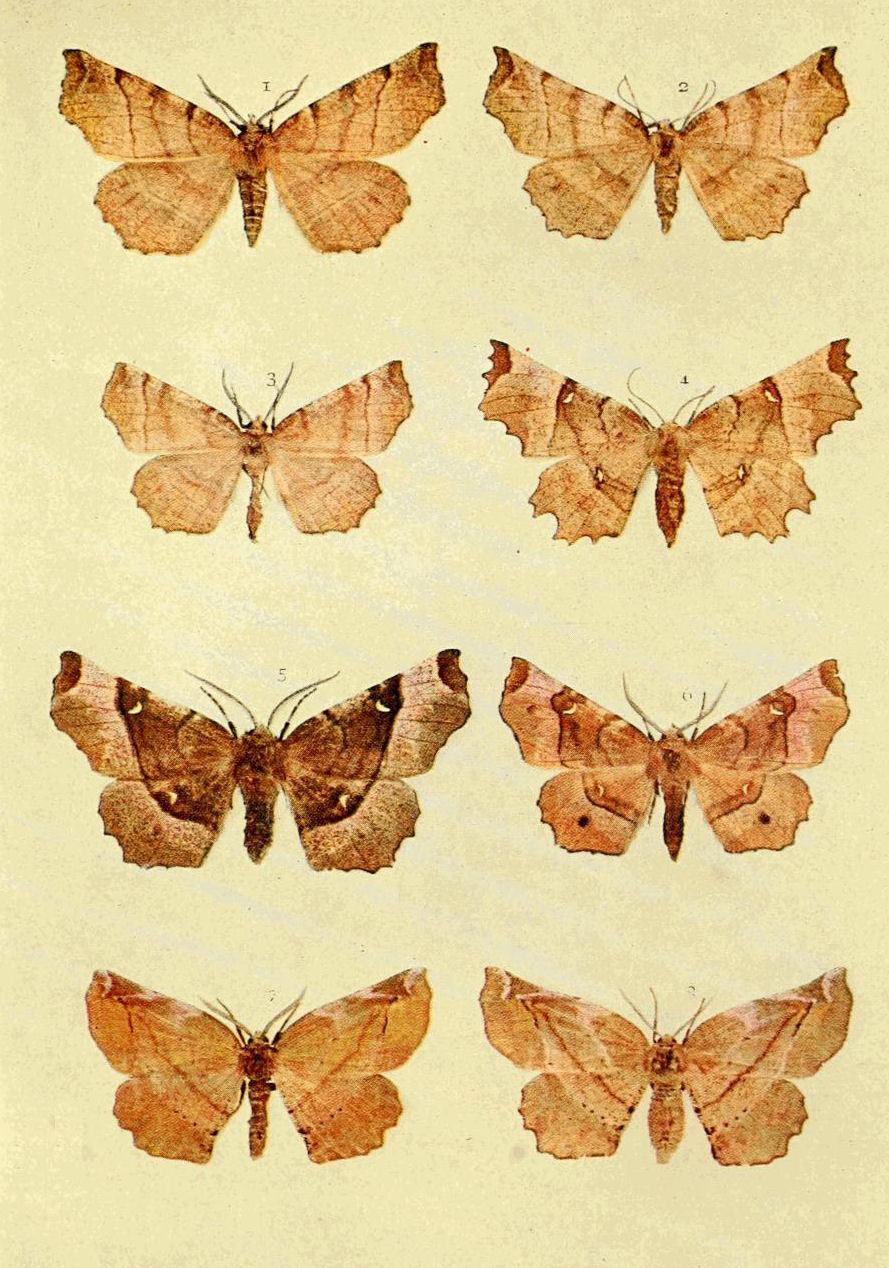